# Trzebież
Trzebież (do 1945 niem. Ziegenort) – wieś w Polsce położona w województwie zachodniopomorskim, w powiecie polickim, w gminie Police. Należy do aglomeracji szczecińskiej.
W latach 1973–1976 miejscowość była siedzibą gminy Trzebież.

## Geografia

### Położenie
Pod względem fizycznogeograficznym wieś położona jest na Równinie Polickiej w Dolinie Dolnej Odry nad brzegiem Zalewu Szczecińskiego, na skraju Puszczy Wkrzańskiej, ok. 35 km na północ od centrum Szczecina, 14 km od centrum Polic (Rynek Starego Miasta w Policach, plac Chrobrego, droga wojewódzka nr 114) i  ok. 14 km na wschód od granicy z Niemcami.
Wieś znajduje się u ujścia Odry do Zalewu Szczecińskiego (tzw. Roztoka Odrzańska) oraz w bliskim sąsiedztwie Puszczy Wkrzańskiej, stała się ośrodkiem wypoczynkowym.
W Trzebieży zlokalizowany jest największy polski port nad Zalewem Szczecińskim. W rejonie Trzebieży przebiega tor wodny Świnoujście–Szczecin. Na północny wschód od portu znajdują się sztuczna wyspa Chełminek, powstała podczas pogłębiania toru wodnego, oraz Wyspa Refulacyjna, powstała podczas budowy i pogłębiania portu oraz torów podejściowych do Trzebieży.
Wieś składa się z 2 części: starszej południowo-wschodniej, zwanej Trzebieżą Wielką, i nowszej po stronie północno-zachodniej – Trzebieży Małej, gdzie znajdują się plaże.

## Historia

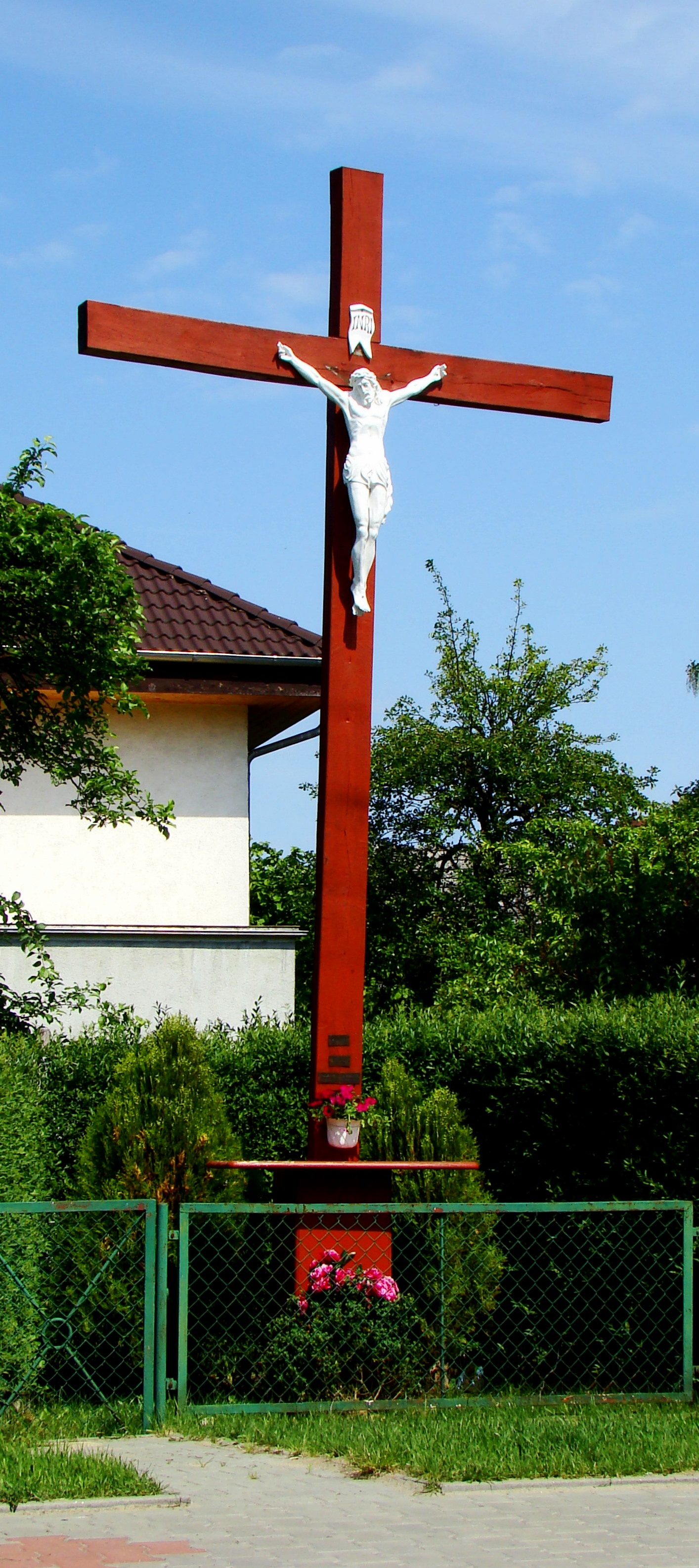
Trzebież, przydrożny krzyż we wsi

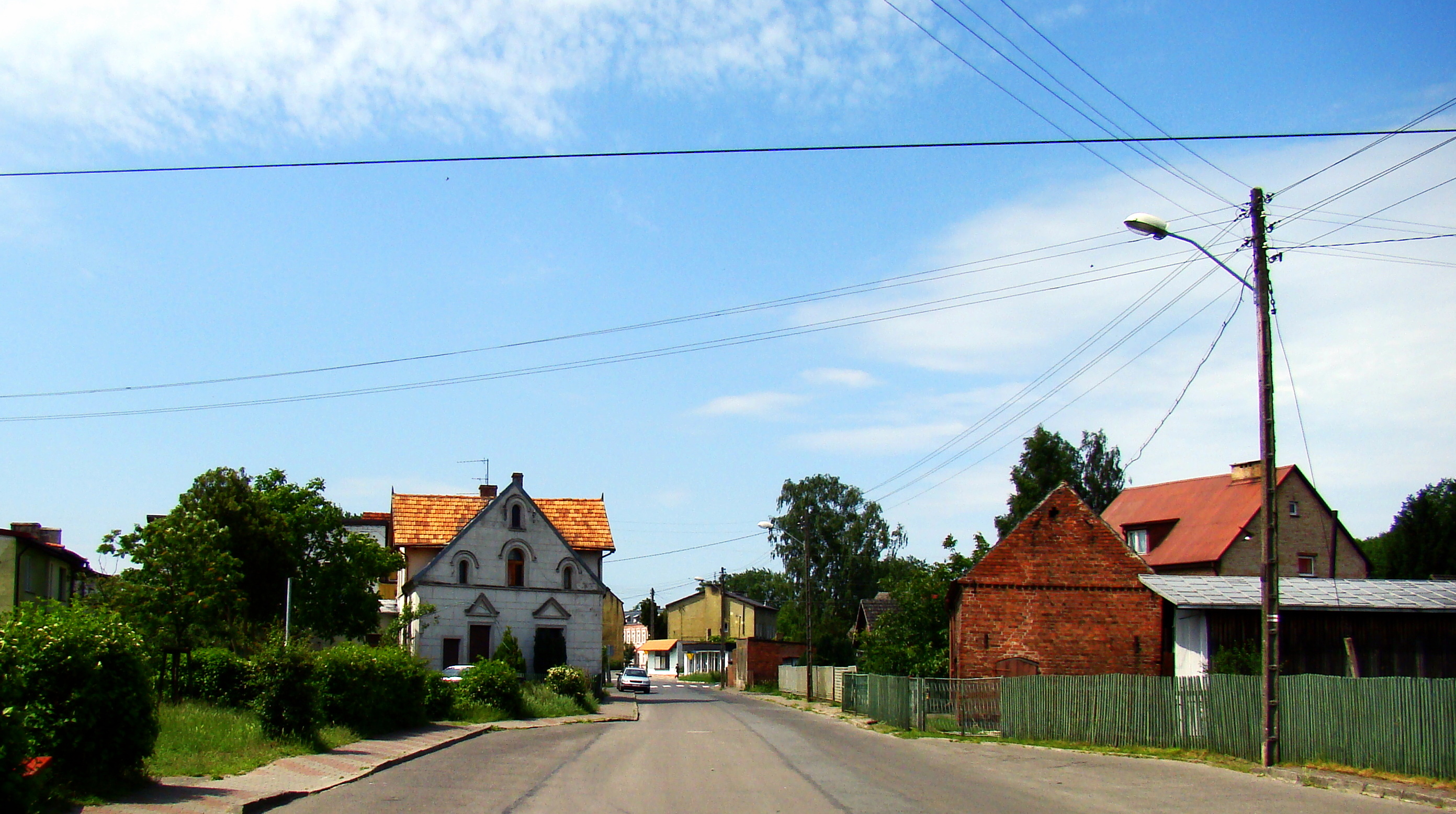
Trzebież, ul. Portowa

Pierwsze kronikarskie wzmianki o Trzebieży pochodzą z ok. 1280 r., kiedy to ks. pomorski Bogusław IV nadał wieś mieszczaninowi ze Szczecina. Osada poniosła duże straty w czasie wojen trzydziestoletniej i siedmioletniej. W następnych wiekach Trzebież rozwijała się jako typowa osada nad Zalewem Szczecińskim. W XVIII w. wieś uzyskała własny samorząd. W końcu XIX w. powstały tu porty żeglugi pasażerskiej oraz tranzytowy, a także stocznia. Po roku 1898 Trzebież uzyskała połączenie kolejowe z Policami, a w 1910 r. uruchomiono regularne połączenie pasażerskie. Do 1930 r. wody zalewu odsłoniły plażę o czystym piasku. Zapoczątkowało to rozwój ruchu turystycznego.
W czasie II wojny światowej osada ucierpiała w ok. 40% pod względem zabudowy (głównie port oraz tartak). Istniał tu także przejściowy obóz dla polskich robotników przymusowych. Trzebież została zajęta 27 kwietnia 1945 r. przez wojska radzieckie (2 Front Białoruski – 2 Armia Uderzeniowa) i polskie, a została oddana pod administrację polską we wrześniu 1946 r. po likwidacji tzw. Enklawy Polickiej.
Przez kilka powojennych miesięcy miejscowość była nazywana przez pierwszych polskich osadników Zatoką. W 1946 powstał tu Zarząd Lasów Zaodrzańskich, przekształcony później w Nadleśnictwo Trzebież. Do 1948 r. uruchomiono ponownie port, stocznie, tartak, powstała spółdzielnia rybacka „Certa”. Osada zaczęła się rozwijać dynamicznie. Największy rozkwit Trzebieży przypada na lata 70. XX wieku, był to wówczas największy polski port nad Zalewem Szczecińskim.
24 listopada 2018 w wyniku podpalenia spłonęła kilkusetmetrowa drewniana promenada spacerowa nad Zalewem Szczecińskim.
9 września 2023 nad zalewem w Trzebieży stanął pomnik podróżnika Aleksandra Doby (1946-2021), który jako pierwszy na świecie przepłynął kajakiem przez Atlantyk z kontynentu na kontynent.

### Pochodzenie nazwy miejscowości
Nazwa polska wsi pochodzi od do wyrazu trzebić – wycinać, karczować las. Jest to historyczne nawiązanie do istniejącego tutaj od czasów średniowiecznych wytrzebionego uroczyska zwanego dawniej Zerebis, co można odczytać jako Czerebiesz, Trzebież.
Niemiecka nazwa wsi Ziegenort pochodzi od niemieckiego słowa Ziege oznaczającego rybę ciosę (Pelecus cultratus), w którą dawniej zasobne były wody Zalewu Szczecińskiego. Dawniej spotykano także formę Zegenort, w ortografii dolnoniemieckiej.

### Przynależność polityczno-administracyjna Trzebieży
|                      | Okres       | Jednostki podziału terytorialnego                                                                                        |
| -------------------- | ----------- | --- |
| Związek Niemiecki    | 1815–1866   | Związek Niemiecki, Królestwo Prus, prowincja Pomorze, rejencja szczecińska, powiat Randow (1815–1826), powiat Uckermünde |
| Niemcy               | 1866–1871   | Związek Północnoniemiecki, Królestwo Prus, prowincja Pomorze, rejencja szczecińska, powiat Uckermünde                    |
| Cesarstwo Niemieckie | 1871–1918   | Cesarstwo Niemieckie, Królestwo Prus, prowincja Pomorze, rejencja szczecińska, powiat Uckermünde                         |
|                      | 1919–1933   | Rzesza Niemiecka (Republika Weimarska), kraj związkowy Prusy, prowincja Pomorze, rejencja szczecińska, powiat Uckermünde |
| III Rzesza           | 1933–1945   | III Rzesza, prowincja Pomorze, rejencja szczecińska, powiat Uckermünde                                                   |
|                      | 1945–1946   | Enklawa Policka – obszar podległy Armii Czerwonej                                                                        |
|                      | 1946–1950   | Rzeczpospolita Polska (Polska Ludowa), województwo szczecińskie, powiat szczeciński, gmina Jasienica                     |
|                      | 1950–1957   | Polska Rzeczpospolita Ludowa (Polska Ludowa), województwo szczecińskie, powiat szczeciński, gmina Jasienica (do 1954)    |
|                      | 1957–1975   | Polska Rzeczpospolita Ludowa, województwo szczecińskie, powiat szczeciński, gmina Trzebież (1973–1975)                   |
|                      | 1975–1989   | Polska Rzeczpospolita Ludowa, województwo szczecińskie, gmina Police                                                     |
| Polska               | 1989–1998   | Rzeczpospolita Polska, województwo szczecińskie, gmina Police                                                            |
| Polska               | 1999– teraz | Rzeczpospolita Polska, województwo zachodniopomorskie, powiat policki, gmina Police                                      |

## Demografia

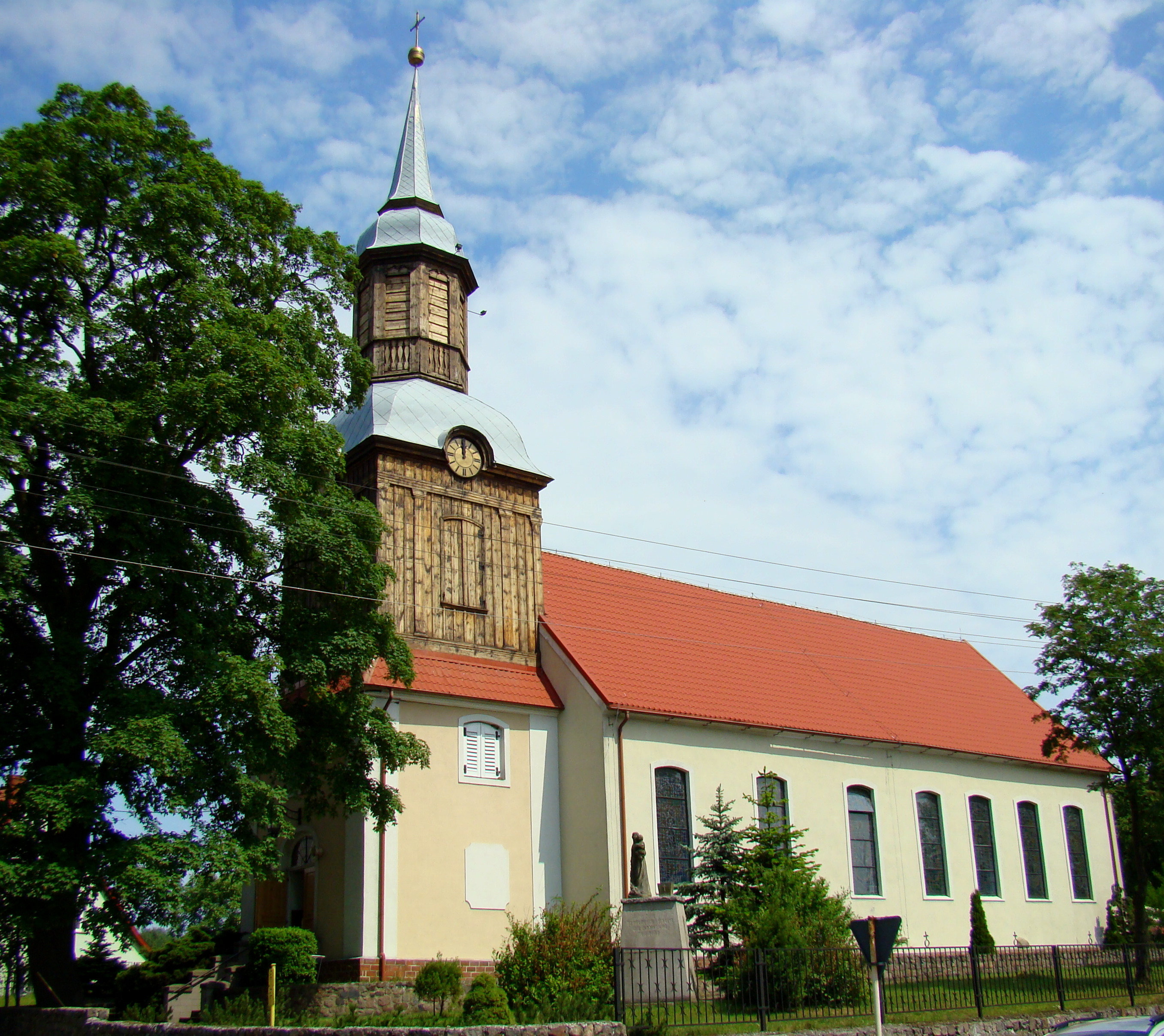
Trzebież, Kościół parafialny z 1745 r.

Ogólna liczba mieszkańców:
- 1864 – 1823 mieszk.
- 1905 – 1808 mieszk.
- 1925 – 2382 mieszk.
- 1939 – 2660 mieszk.
- 1960 – 1897 mieszk.
- 1972 – 2240 mieszk.
- 2001 – 2000 mieszk.
- 2011 – 2136 mieszk.

## Zabytki
- kościół Podwyższenia Świętego Krzyża z 1745 r., wcześniej kościół ewangelicki,
- pastorówka szachulcowa z początku XIX wieku, obecnie plebania (ul. Rybacka 2),
- dom szachulcowy z drugiej połowy XVIII wieku (ul. Rybacka 5/4)[14]

## Transport

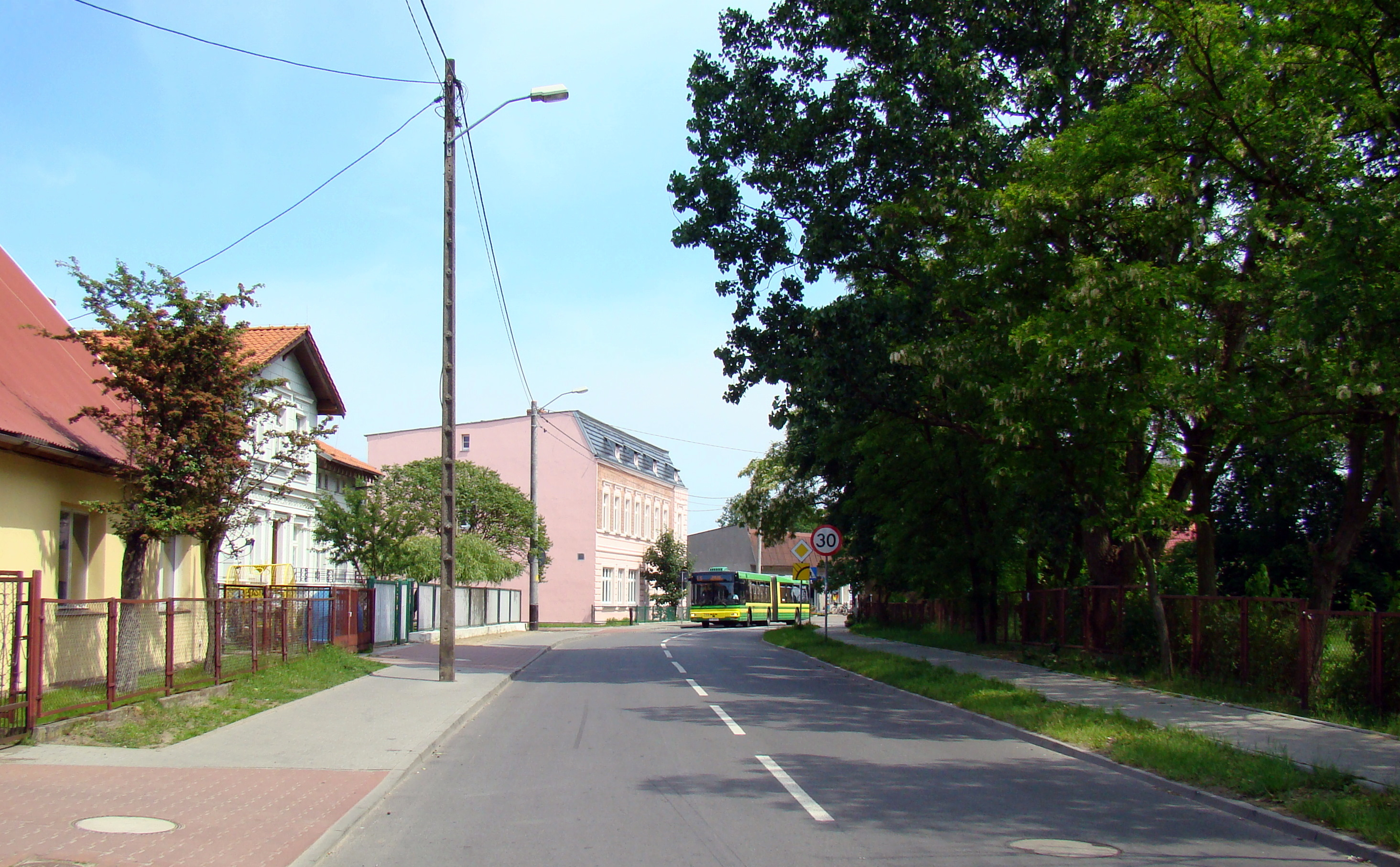
Trzebież, ul. Wkrzańska (dawniej: ul. WOP), w głębi autobus linii samorządowej

- Wieś leży przy drodze nr 114, łączącej Nowe Warpno z Policami i Tanowem.

- Autobus SPPK: LS (linia samorządowa) Police – Trzebież. Komunikacja miejska Polic umożliwia przemieszczanie się do Szczecina (101, 102, 107) i kilku wsi gminy Police (103, 109) Trzeszczyn, Tanowo, Pilchowo, Siedlice, Leśno Górne, Przęsocin.

- Do wsi prowadzi linia kolejowa nr 406 ze Szczecina, zamknięta dla ruchu pasażerskiego 1 października 2002 r.

- Wieś leży na szlaku wodnym Jezioro Dąbie – Odra – Zalew Szczeciński.

- Na promenadzie między Małą Trzebieżą a Wielką Trzebieżą znajduje się droga pieszo–rowerowa.

- Ulice Trzebieży:
  - Boczna
  - Brzozowa
  - Dolna
  - Kopernika
  - Kościuszki (niem. Stettinerstraße / Hindenburgstraße)
  - Kwiatkowskiego (niem. Landwegstraße)
  - Leśna
  - Osadników (niem. Dorfstraße / Hitlerstraße)
  - Piaskowa (powstała w latach 90. XX w.)
  - Plażowa (powstała w latach 90. XX w.)
  - Portowa (niem. Hafenstraße) – [zdjęcie]
  - Rybacka (niem. Strandstraße)
  - Spacerowa (powstała 2006 r.) – [zdjęcie]
  - Wkrzańska (poprzednia nazwa: WOP (Wojsk Ochrony Pogranicza)) (niem. Neuwarperstraße / Bahnhofstraße) – [zdjęcie]
  - Zachodnia (wydzielona w latach 90. XX w. z ul. Kościuszki)

## Turystyka i rozrywka

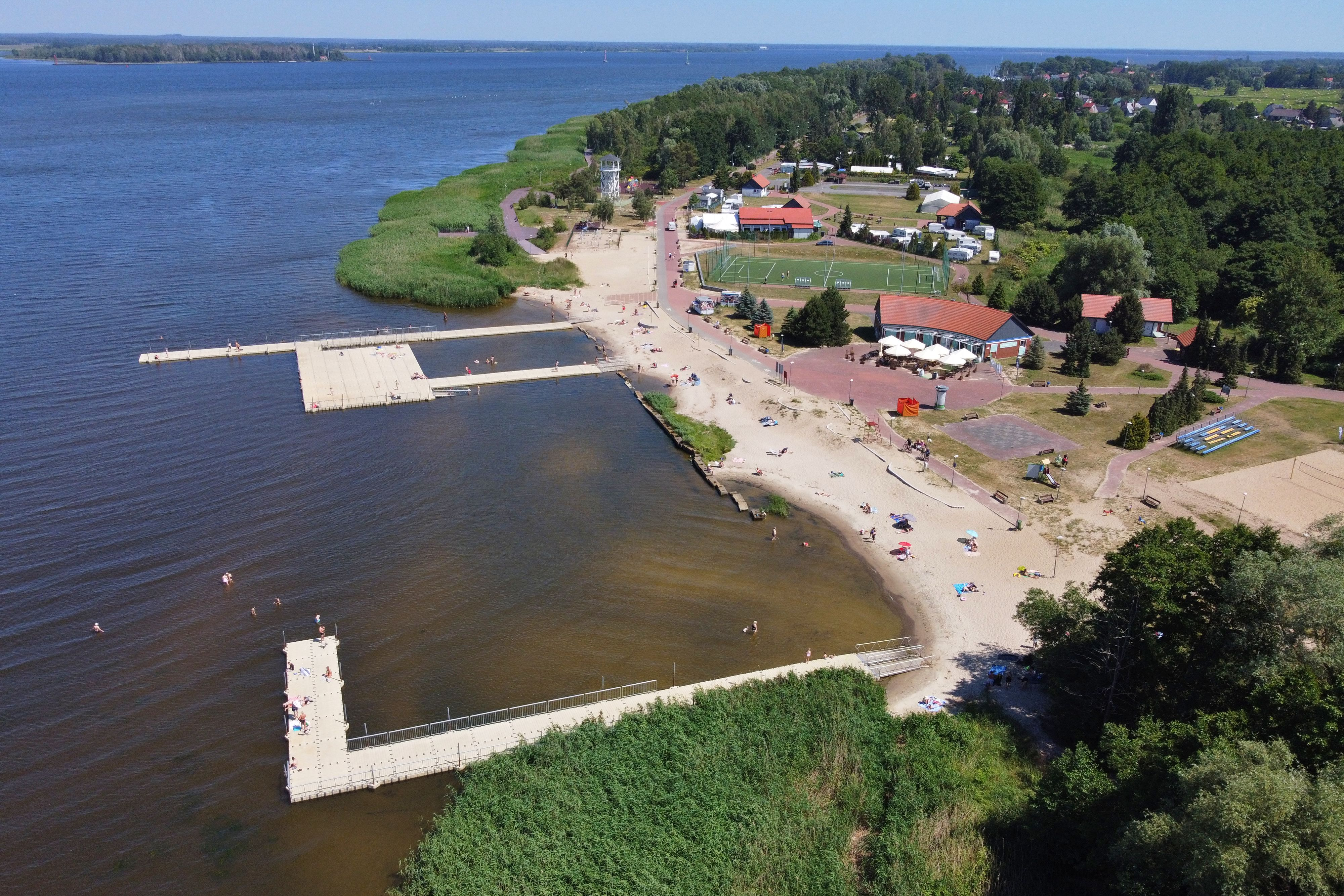
Plaża i tereny rekreacyjne w Trzebieży

W sezonie letnim Trzebież pełni funkcję wczasowo-wypoczynkową. Mieszczą się tutaj liczne kolonie młodzieży. Miejscowa ludność wynajmuje też letnikom kwatery prywatne.
Przez wieś i okolice prowadzą szlaki turystyczne:
• czerwony  Szlak Puszczy Wkrzańskiej
• czerwony  Szlak „Puszcza Wkrzańska”
• czarny  Szlak Parków i Pomników Przyrody
• zielony  Międzynarodowy szlak rowerowy wokół Zalewu Szczecińskiego R-66

### Imprezy cykliczne
- Dzień Leśnika od 1991 corocznie, lato
- Trzebieskie Neptunalia od 1996 corocznie, lato
- Czas na Trzebież, od 2007 corocznie, czerwiec
- Łarpia Sail Festival w Policach i Trzebieży, corocznie, czerwiec

## Sport

### KS Rybak Trzebież

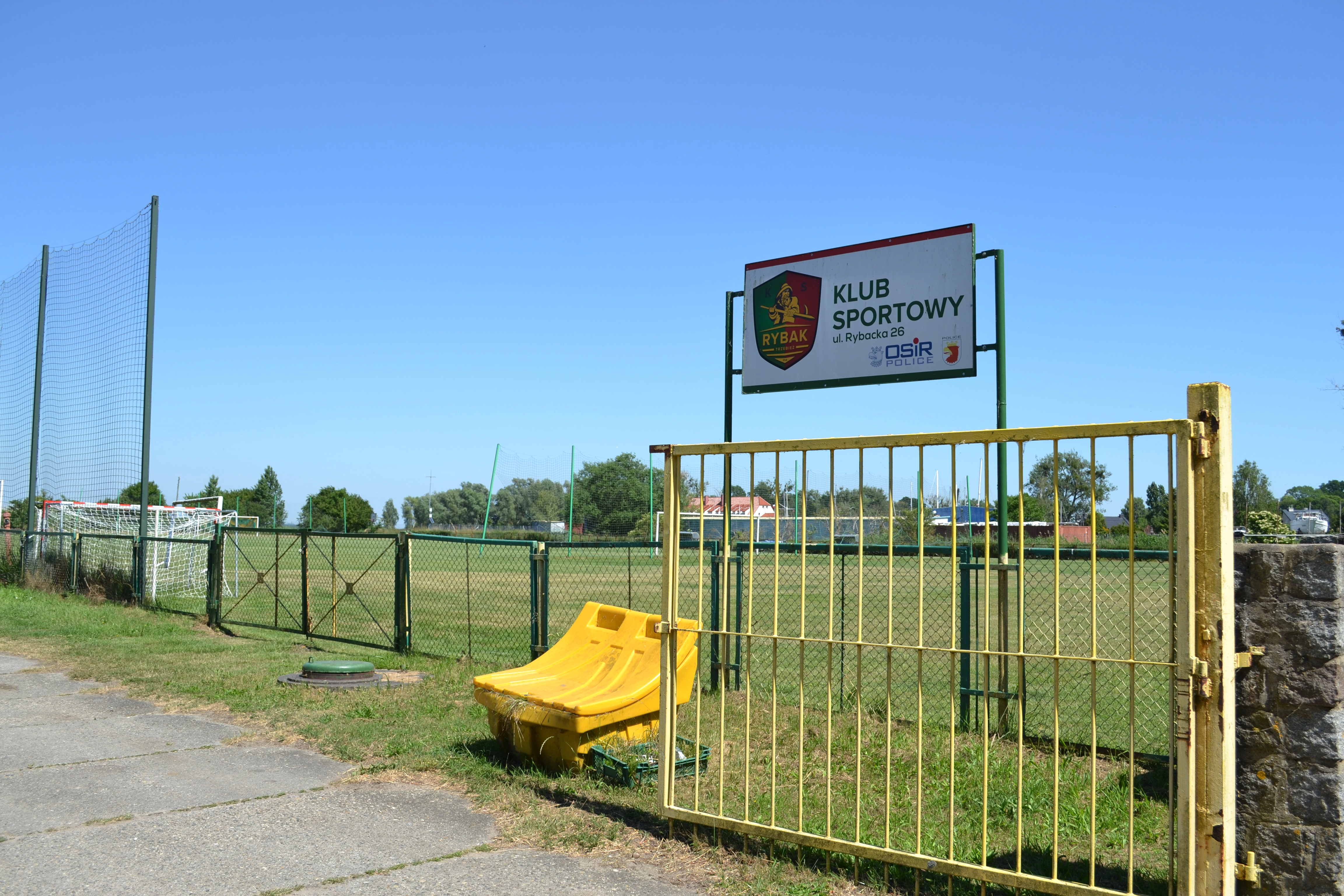
Boisko Klubu Sportowego "Rybak"

Wieś jest siedzibą klubu wielosekcyjnego KS Rybak Trzebież, który został założony w 1948 roku jako Ludowy Zespół Sportowy „Rybak”. Drużyna piłkarska aktualnie występuje w A-klasie.

### Centralny Ośrodek Żeglarstwa im. Andrzeja Benesza sp. z o.o.

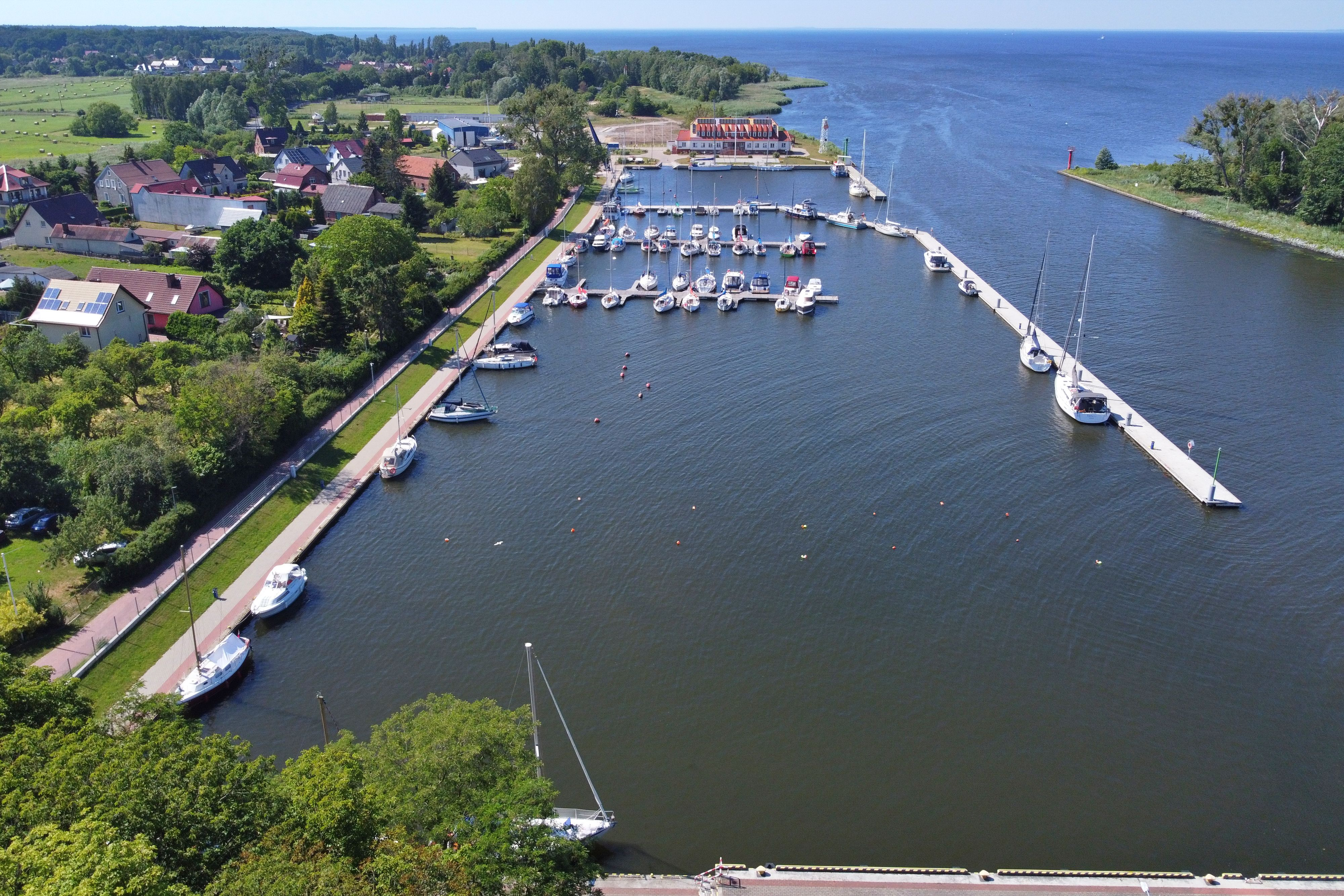
Marina w Trzebieży. W głębi zabudowania Centralnego Ośrodka Żeglarstwa

W Trzebieży na terenie portu jachtowego Zarząd Główny Polskiego Związku Żeglarskiego powołał 1 stycznia 1959 r. do istnienia Centralny Ośrodek Żeglarstwa Polskiego Związku Żeglarskiego im. Andrzeja Benesza. Obecnie dwa baseny portowe ośrodka mogą pomieścić ok. 90 jachtów. COŻ dysponuje też własnymi jednostkami (jachtami) morskimi (min. STS Kapitan Głowacki, s/y Jurand, s/y Dziwna, s/y Boliński i inne).

## Osoby związane z Trzebieżą
- Andrzej Mendygrał
- Andrzej Straburzyński
- Jadwiga Wilejto